# Iporiflessia
Per  iporiflessia in campo medico, si intende una diminuzione della normale condizioni di riflesso. Si tratta di un segno che può indicare la presenza di una patologia sottostante.

## Condizioni associate
Si riscontra in alcune sindromi come la Sindrome di Guillain-Barré o condizioni di malessere per alterazioni del normale apporto di minerali all'organismo come nel caso dell'ipomagnesiemia